# Christin Govind Raiú Sinay Dempó
Christin Govind Raiú Sinay Dempó (Goa, 4 de Março de 1841 - ?), 1.º Barão de Dempó.

## Biografia
Súbdito Português nativo do Estado da Índia.
O título de 1.º Barão de Dempó foi-lhe concedido, em sua vida, por Decreto de D. Luís I de Portugal de 26 de Junho de 1873.

## Casamento e descendência
Casou a 23 de Julho de 1860 com Gopicá Sinainim (3 de Abril de 1848 - ?), filha de Narmu Naique de Priol, da qual teve um filho: 
- Naraena Sinae Dempó (17 de Maio de 1871 - ?), Representante do Título de Barão de Dempó